# Pieter Bolsius
Petrus (Pieter) Bolsius (Eindhoven, 1765 – Geldrop, 8 februari 1835) was een Nederlands bestuurder.

## Leven en werk
Bolsius werd gedoopt op 15 mei 1765 als zoon van Cornelius Bolsius en Joanna Elisabetha van Ravesteijn. Hij trouwde in 1795 in Breda met Maria Wijnen (1772-1842).
Bolsius was als schout in Eersel betrokken bij het oppakken van de Bende van Steensel in 1804. In 1820 werd hij benoemd tot burgemeester van Zesgehuchten en Geldrop. Hij werd in beide gemeenten in 1834 opgevolgd door Francis Knaapen. Bolsius overleed het jaar erop in zijn woonplaats Geldrop, op 69-jarige leeftijd.